# Antiochos (Flottenkommandant)
Antiochos (altgriechisch Ἀντίοχος; † 407 v. Chr.) war ein im späten 5. Jahrhundert v. Chr. lebender Flottenführer und Freund des athenischen Politikers und Feldherrn Alkibiades.

## Leben
Laut Plutarch wurde Antiochos mit Alkibiades während dessen erstem Auftritt in der athenischen Volksversammlung bekannt. Bei dieser Gelegenheit hatte Alkibiades eine Wachtel bei sich, die sich unter seinem Mantel verbarg. Vom in der Versammlung herrschenden Lärm abgelenkt vergaß er seinen Vogel, der entkommen konnte. Dieser Vorfall löste ein noch größeres Getöse aus; und viele anwesende Athener liefen dem entwichenen Vogel hinterher. Antiochos, der damals den Rang eines Steuermanns innehatte, gelang es, die Wachtel einzufangen, und er gab sie Alkibiades zurück. Daraufhin schlossen beide Männer Freundschaft.
407 v. Chr., in der Spätphase des Peloponnesischen Kriegs, ließ Alkibiades, nachdem sein Angriff auf Andros gescheitert war, Antiochos als Kommandanten der athenischen Flotte bei Notion nahe Ephesos zurück. Er gab Antiochos die strikte Anweisung, sich während seiner Abwesenheit nicht auf einen Kampf mit Lysander, dem Oberbefehlshaber der spartanischen Flotte, einzulassen. Antiochos wollte jedoch wenigstens ein kleines Gefecht wagen und segelte mit zehn Schiffen nach Ephesos, wo sich das feindliche Geschwader befand. Kurz vor dem Ziel gebot er acht Schiffen Halt zu machen und lief nur mit zwei Triremen in den Hafen von Ephesos ein. Dort fuhr er, um Lysander zur Schlacht zu reizen, direkt vor der Nase der Feinde durch. Lysander schickte ihm zuerst nur drei Schiffe entgegen; als aber die anderen athenischen Schiffe Antiochos zu Hilfe kamen, griff er Antiochos mit seiner gesamten Flotte an. Antiochos erlitt in der sich daraus entwickelnden Schlacht von Notion eine schwere Niederlage und fiel; Lysander konnte hingegen mehrere feindliche Schiffe erbeuten und zahlreiche Athener gefangen nehmen. Alkibiades vermochte diese militärische Schlappe nicht wettzumachen und ging erneut ins Exil.